# WeGame
WeGame — флагманский игровой портал китайской компании Tencent.

## История
В апреле 2017 года компания Tencent представила WeGame, в которой будут размещаться игры, контент и услуги со всего мира, а также будет предоставляться информация об играх, покупках, загрузках, прямых трансляциях и услугах сообщества, создавая открытую игровую экосистему.
WeGame — это обновлённая версия TGP (Tencent Games Platform), у которой более 200 миллионов активных пользователей (по сравнению со 125 миллионами у Steam) и более 4,5 миллиардов загрузок, и она считается прямым конкурентом Steam.
Tencent заявила, что платформа будет ориентирована на ПК и отдельные игры, не будет размещать веб- или мобильные игры и будет оказывать поддержку небольшим и независимым компаниям.
Tencent запускает мобильное потоковое приложение для Android и iOS, похожее на Steam Link, которое позволяет пользователям транслировать свои настольные игры из магазина WeGame с ПК на мобильное устройство через Wi-Fi.
В феврале 2020 года у WeGame было около 70 миллионов активных пользователей в месяц.

## WeGame X
В апреле 2019 года Tencent запустила платформу распространения игр WeGame X для продажи игр на международном уровне. На момент запуска в магазине было всего 17 игр.

## Облачное игровое решение Tencent
Tencent Cloud Gaming Solution — это облачный сервис потоковой передачи игр, аналогичный Stadia или Xbox xCloud, который позволяет пользователям играть в игры без каких-либо загрузок. В настоящее время сервис доступен только через приложение WeGame. Tencent ограничила запуск китайским рынком, хотя у неё есть планы по международной экспансии. Доступ к облачному игровому сервису также можно получить через мобильное приложение WeGame.